# Fantastyka i futurologia
Fantastyka i futurologia – obszerny esej poświęcony fantastyce i futurologii Stanisława Lema, wydany po raz pierwszy przez Wydawnictwo Literackie w 1970 roku.
W dziele tym autor podejmuje próbę stworzenia oryginalnej teorii dla uprawianej przez siebie dziedziny literatury oraz dokonuje autointerpretacji własnych utworów.
W pracy znajduje się także krytyczny przegląd światowego dorobku literatury fantastycznonaukowej ze szczególnym uwzględnieniem dzieł wartościowych dla futurologii, spełniających kryteria przydatności literatury w prognozowaniu przyszłości. Większość utworów gatunku autor uznał jednak za mało ambitne intelektualnie i schematyczne. Ocena ta została nieco złagodzona w drugim, zmienionym wydaniu pracy z 1972, w szczególności co do twórczości amerykańskiego pisarza Philipa K. Dicka.

## Spis rozdziałów
Tom 1. Struktury
- Przedmowa
- Wprowadzenie
- Wprowadzenie do II wydania (dodane w drugim wyd. z 1972 i wszystkich następnych)
- I. Język dzieła literackiego
- II. Świat dzieła literackiego (rozdział zmieniony od drugiego wyd. z 1972)
- III. Struktury kreacji literackiej
- IV. Od strukturalizmu do tradycjonalizmu
- V. Socjologia science fiction

Tom 2. Pola problemowe fantastyki
- I. Katastrofa
- II. Roboty i ludzie
- III. Kosmos i fantastyka
- IV. Metafizyka science fiction i futurologia wiary
- V. Erotyka i seks
- VI. Człowiek i nadczłowiek
- VII. Remanent
- VIII. Eksperyment w science fiction. Od Bradbury'ego do „New Wave”
- IX. Utopia i futurologia
- Zakończenie metafuturologiczne
- Zakończenie metafantastyczne